# Laemophloeus fasciatus
Laemophloeus fasciatus là một loài bọ cánh cứng trong họ Laemophloeidae. Loài này được Melsheimer miêu tả khoa học năm 1844.